# 6212-es mellékút (Magyarország)
A 6212-es számú mellékút egy kétsávos Fejér vármegyei (mezőföldi) mellékút Gárdony Agárd városrésze és Szabadegyháza-Lászlómajor között. Teljes hossza 13,7 kilométer. Két település belterületét érinti közvetlenül: Agárdét és Zichyújfaluét. Kezdőpontja a 7-es főút, végpontja a 6209-es út, mely utóbbi mellékút Adony és Iváncsa határvidékétől vezet Kálozig. Az út fenntartója a Magyar Közút Nonprofit Zrt.
Az út minősége 2016-ig viszonylag rossz volt, mivel a zichyújfalui takarmánygyárba irányuló teherforgalom tönkretette. Ennek okán az utat 2016. április 26. és 2016. június 20. között fölújították a komplex útfelújítási program keretében. A felújítást már az előző évben is tervezték, a beruházás akkor politikai támadások kereszttüzébe került, de feltehetőleg nem azok miatt nem került sor a 2015-ös megvalósulására.
Egy olyan közutat újítanak fel, amelyen autóbuszok, Volán tömegközlekedés, mentők, rendőrség, tűzoltók, traktorok és kombájnok járnak, amely összeköti az M6-ost a 7-es úttal. Ez egy rendkívül fontos közút.

## Nyomvonala
Az út a 7-es főútból ágazik ki Agárdon, a főút itt már közel 50 kilométer megtételén van túl. A mellékút iránya jobbára végig délkeleti. 1,8 kilométernél eléri Agárdpusztát, majd hosszabb külterületi szakasz után a még mindig Gárdonyhoz tartozó Pálmajort majd (röviddel utána) Csiribpusztát érinti, itt már közel 5 kilométert tett meg. Hamarosan átlép Zichyújfalu területére, amelynek egyetlen közúti megközelítési útvonala. Mire beér a faluba, már több, mint 9 kilométer megtételén van túl, a faluban egy közút-elágazás található, a 62 312-es úté, amely a Pusztaszabolcs–Székesfehérvár-vasútvonal Zichyújfalu vasútállomását szolgálja ki. Miután elhagyta a község lakott területét, keresztezi az előbb említett vasútvonalat, majd 11. kilométere körül a már Szabadegyházához tartozó Hippolitpusztánál halad el. A 6209-es mellékútba torkollva ér véget 13,7 kilométer megtétele után, Szabadegyháza Lászlómajor nevű része közelében, kevéssel annak a 9. kilométere előtt.

## Története
A 6212-es út helyén már évszázadokkal ezelőtt vezetett út. Az egykor a környék központjának számító Zichyújfalu, illetve a Velencei-tó felől a Mezőföld belseje felé vezető útszakasz fontos útvonalnak számított. Aszfaltos kiépítése azonban csak az 1960-as években történt, ekkor indult meg a menetrend szerinti buszközlekedés Gárdony, Velence illetve Székesfehérvár felől Zichyújfaluba. A Szabadegyháza és Zichyújfalu közötti szakasz aszfaltburkolata az 1970-es években készült el.
Dorkota Lajos, aki akkor a parlamenti ellenzék egyik Fejér megyei országgyűlési képviselője volt, 2009. október 9-én egy olyan módosító javaslatot nyújtott be a Magyar Köztársaság 2010. évi költségvetésére vonatkozóan (irományszáma: T/10554), melyben szerepelt a 6212-es út mentén is elhaladó (Gárdony–Zichyújfalu–Szabadegyháza a 62-es számú főútig–Felsőcikolapuszta–Adony viszonylatú) kerékpárút elképzelése. A módosító javaslatot 170 igen és 198 nem szavazattal az Országgyűlés elvetette.
A 2009. november 5-re dátumozott „A Regionális Fejlesztési Tanácsok, valamint a Közlekedési, Hírközlési és Energiaügyi Minisztérium által javasolt előzetes regionális hosszúlisták a támogatásra javasolható projektek köréről” nevezetű dokumentumban a 6212-es közút 8 kilométer hosszú szakaszának felújítását javasolták.
A 6212-es út Agárd és Zichyújfalu közötti szakaszának felújítása az 1392/2015. (VI. 12.) kormányhatározat értelmében 2015. augusztus 21. és november 30. között valósult volna meg a Közép-dunántúli Operatív Program Keretében. Az út tervezett felújításának megvalósítása 795 588 006 forint európai uniós forrásból valósult volna meg, 7,3 kilométer hosszú, 6 méter széles szakaszon. A felújítás során a nyomvályúk megszüntetését, a burkolathibák kiegyenlítését kívánták elvégezni, valamint 4 centiméter vastagságú kiegyenlítő réteget és a fokozott igénybevételeknek megfelelő kopóréteget akartak az útra burkolni. A útpadka felújítása mellett tervezték a szükséges árokrendezések elvégzését is stabilizált zúzalék beépítésével. A kopott KRESZ-táblák lecserélését és tartós burkolati jelek fölfestését is tartalmazta a projektterv.
A közút tervezett felújítása hamar ismertté vált az országos médiában, mivel az akkori kulturális örökségvédelemért és kiemelt kulturális beruházásokért felelős államtitkár, L. Simon László családi vállalkozása, a Simon és Simon Kft. székhelyét erről az útról lehet megközelíteni.

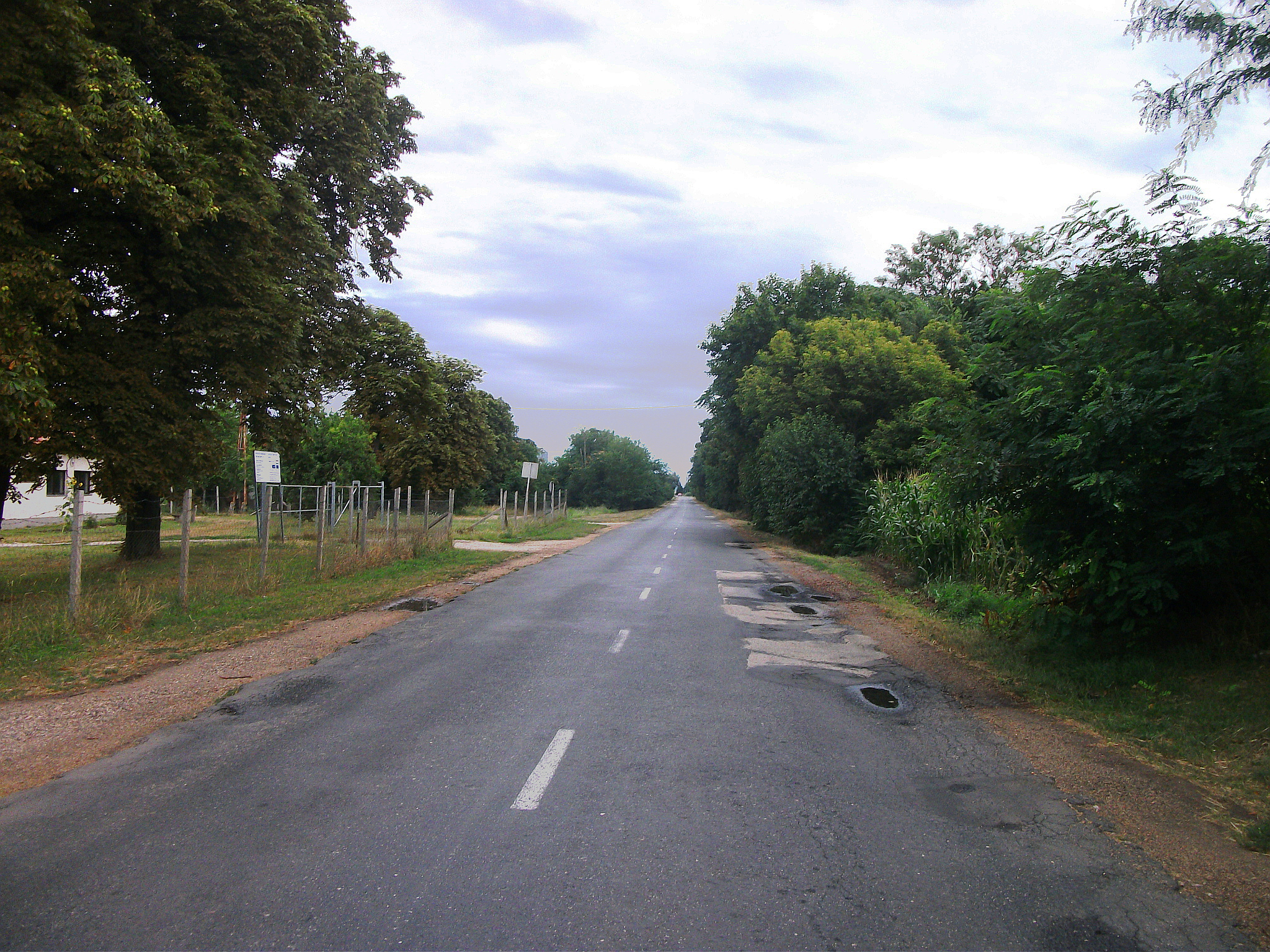
A 6212-es út 2015-ben a zichyújfalui temetőnél Agárd felől érkezve

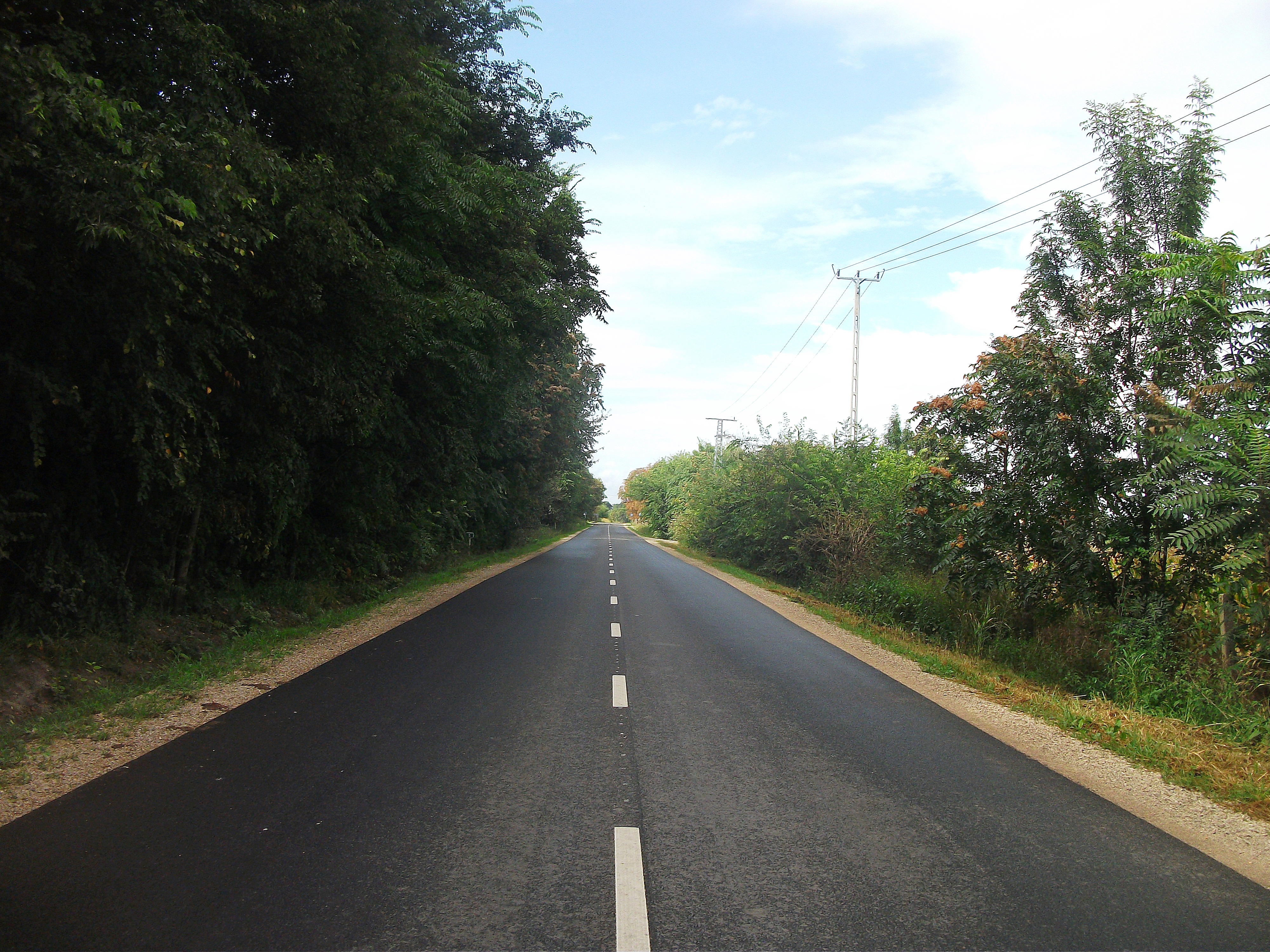
Ugyanaz a szakasz 2016-ban Szabadegyháza irányából, már felújítva

2015-ben az útfelújítás nem valósult meg. Marczin Bence, a Magyar Közút Nonprofit Zrt. kommunikációs osztályvezetője a Fejér Megyei Hírlap megkeresésére elektronikus levélben az alábbiakat közölte: „A pályázaton a Magyar Közút Nonprofit Zrt. nyert uniós támogatást, viszont az kizárólag 2015 végéig szól. A vállalkozási szerződés hamarosan rendelkezésünkre áll, de a téli üzemeltetési időszak alatt az idei kivitelezés nem lehetséges, így az anyagi forrást más programokból valósítjuk meg, erre még keressük a megoldást. A forrás biztosítása után kezdődhetnek meg a munkák 2016 tavaszán.”
A 6212-es út felújítása 2015-ben azért maradt el, mert a 2007–2013-as fejlesztési ciklusból átcsoportosított támogatási összeg 2015. december 31-ig volt felhasználható és a közbeszerzési eljárás elhúzódott, így a projekt kifutott a december 31-i határidőből.
Nemes-Nagy Tibor, a Magyar Közút Nonprofit Zrt. vezérigazgatója és Seszták Miklós, a Nemzeti Fejlesztési Minisztérium minisztere 2016. március 1-jén megkötötte a „Komplex útfelújítási program” nevű támogatási szerződést. A „Komplex útfelújítási program” tartalmazza a 6212-es közút felújítását, a 4+575-ös és 11+875-ös szelvények közötti útszakaszon.
2016. április 27-én elkezdődött a 6212-es közút Agárd–Zichyújfalu szakaszának felújítása a Komplex Útfelújítási Program keretében, bruttó 551 519 781 forint támogatásból újul meg. Az útfelújítás azért kerül 795 588 006 forint helyett 551 519 781 forintba, mert 2013. március 29-én bezárt zichyújfalui takarmánygyár (eredetileg Agrocomplex Central Soya Zrt., majd Provimi, végül Cargill) és az iparterület új tulajdonosa, a T-Paletta Bt. kisebb forgalmat bonyolít le a 6212-es közúton. A 2015. évi útfelújítás 2009. évben készült tervek alapján készült volna, amely a 2016. évi útfelújításra felülvizsgálatra, így más aszfaltréteg kerül felvitelre az útfelújítás során.
A projekt kivitelezője az Euroaszfalt Kft. és a Colas Út Zrt., a műszaki vezetője Szűcs Ervin, műszaki ellenőre Szalai Sándor, lebonyolítója a Magyar Közút Nonprofit Zrt.
A Párbeszéd Magyarországért 2016. május 13-án bejelentette, hogy feljelentést tesz a 6212-es út felújításával kapcsolatban, hivatali visszaélés gyanúja miatt. A Párbeszéd Magyarországért (PM) szerint „bebizonyosodott, hogy L. Simon László javára kivételezett a kormány, amikor arról döntött, hogy az  adófizetők pénzéből újítja fel az L. Simon kúriához vezető útszakaszt. Az adófizetők pénzéből teljesen indokolatlan egy ilyen beruházásra költeni, hiszen számos, jóval forgalmasabb út járhatatlan az országban. Ennek az útszakasznak a felújítása nem szolgál mást, mint hogy segítse a Miniszterelnökség államtitkárának  üzleteit, ezt pedig felveti a hivatali visszaélés gyanúját. A PM az ügyben írásbeli kérdéssel fordult az illetékes miniszterhez és válaszokat vár a projekt szakmai megalapozottságát illetően, és feljelentést tesz ismeretlen tettes ellen.”

## A forgalom nagysága
A 6212-es út kapacitáskihasználtsága 6 és 14% közötti. Forgalma 1700-1800 egységjármű óránként; 2007-ben ez az érték naponta mindössze 734 jármű vol. 2014-ben már átlagosan 1119 jármű használta az utat naponta.